# Eurydactylodes
Eurydactylodes — рід геконоподібних ящірок родини диплодактилідів (Diplodactylidae). Представники цього роду є ендеміками Нової Каледонії.

## Види
Рід Eurydactylodes нараховує 4 види:
- Eurydactylodes agricolae Henkel & Böhme, 2001
- Eurydactylodes occidentalis Bauer et al., 2009
- Eurydactylodes symmetricus (Andersson, 1908)
- Eurydactylodes vieillardi (Bavay, 1869)